# 李侃 (威王)
李侃（?—?），唐朝皇子，是唐懿宗的第四子，生母不详。
咸通六年（865年），李侃被他父亲唐懿宗封为郢王，咸通十年（869年），改封为威王（《旧唐书》作咸王；《郭保嗣墓志》载志主弟郭绍曾任威王属官），其后史书中没有记载他的情况。
后来宣武军节度使从事李振曾言“懿皇初升遐，韩中尉（韩文约）杀长立幼”，可能韩文约在拥立唐僖宗时杀害年长皇子，未详是否即李侃。
　　